# Guelfo II de Altdorf
Guelfo II de Altdorf (? - 10 de março de 1030), conde de Altdorf. As origens de Guelfo II vem do ramo da família dos guelfos da Suábia.
O casamento realizado por Guelfo II trouxe-lhe um Império considerável localizado próximo á propriedade real de Mering.
As posições políticas que defendia levaram-nos a opor-se à eleição de Conrado II, Sacro Imperador Romano-Germânico ocorrida em 1024, visto esta não atender os seus interesses. Este facto trouxe-lhe dissabores ao ponto de acabar por ceder à vontade real.
Em 1020, Guelfo entrou em conflito com as dioceses de Augsburgo e Frisinga, facto que o levou a praticar uma pilhagem ao tesouro de Bruno de Augsburgo, bispo de Augsburgo, e a saqueara a cidade de Augsburgo.

## Relações familiares
Foi filho de Rudolfo II de Altdorf (927 - 992) e de Ita de Öhningen (c. 940 - Abt. 1000), filha de Conrado I da Suábia e de Richlint da Suábia.
Casou com Ermengarde do Luxemburgo, filha de Frederico I do Luxemburgo e de Irmentrude Konradiner de Gleiberg, de quem teve:
1. Cunigunda Guelfo (1020 - 1055) casada com Alberto Azzo II de Este,  (Módena, Itália, 997 - Módena, Itália, 20 de agosto de 1097) personagem que foi Marquês de Casa de Este, conde de Milão e Ligúria, Conde de Gavello e Pádua, Rovigo, Lunigiana, Monfelice e Montagrana, sendo assim um dos homens mais poderosos do Sacro Império Romano-Germânico do seu tempo.